# 多瑙运河

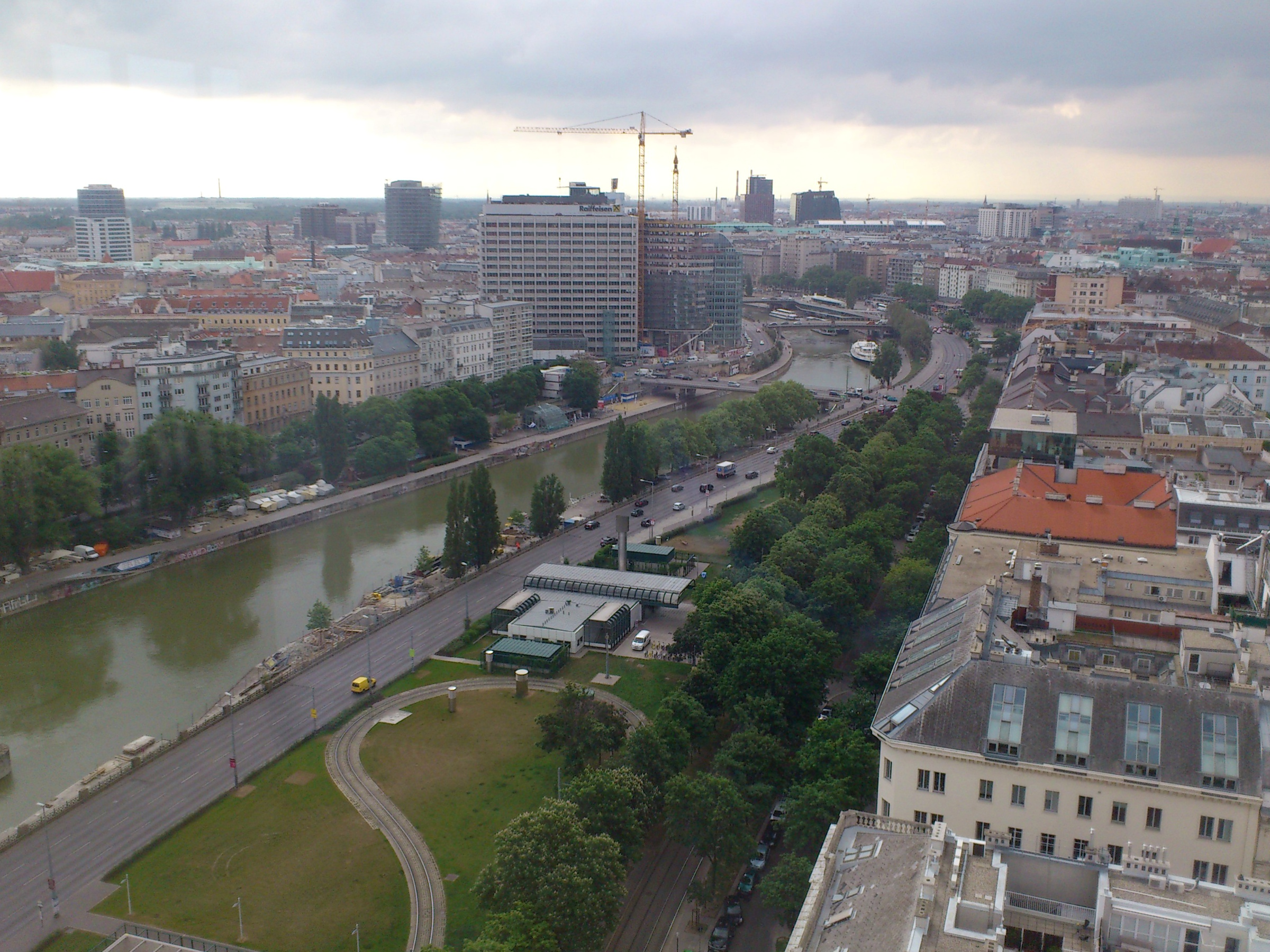
从环城大厦眺望位于维也纳市中心的多瑙运河，运河左岸是维也纳第二区利奥波德城

多瑙运河（德語：Donaukanal）位于奥地利维也纳市中心，是多瑙河的一条支流，全长17.3千米。
在中世纪，多瑙运河曾经是多瑙河的干流，河流西南岸地势较高免于洪水灾害，在这里逐渐形成了维也纳这座城市。多瑙河在历史上洪水频发，河道经常改变。在1700年左右，多瑙河向东改道，原来的干流被称为多瑙运河。

## 图集

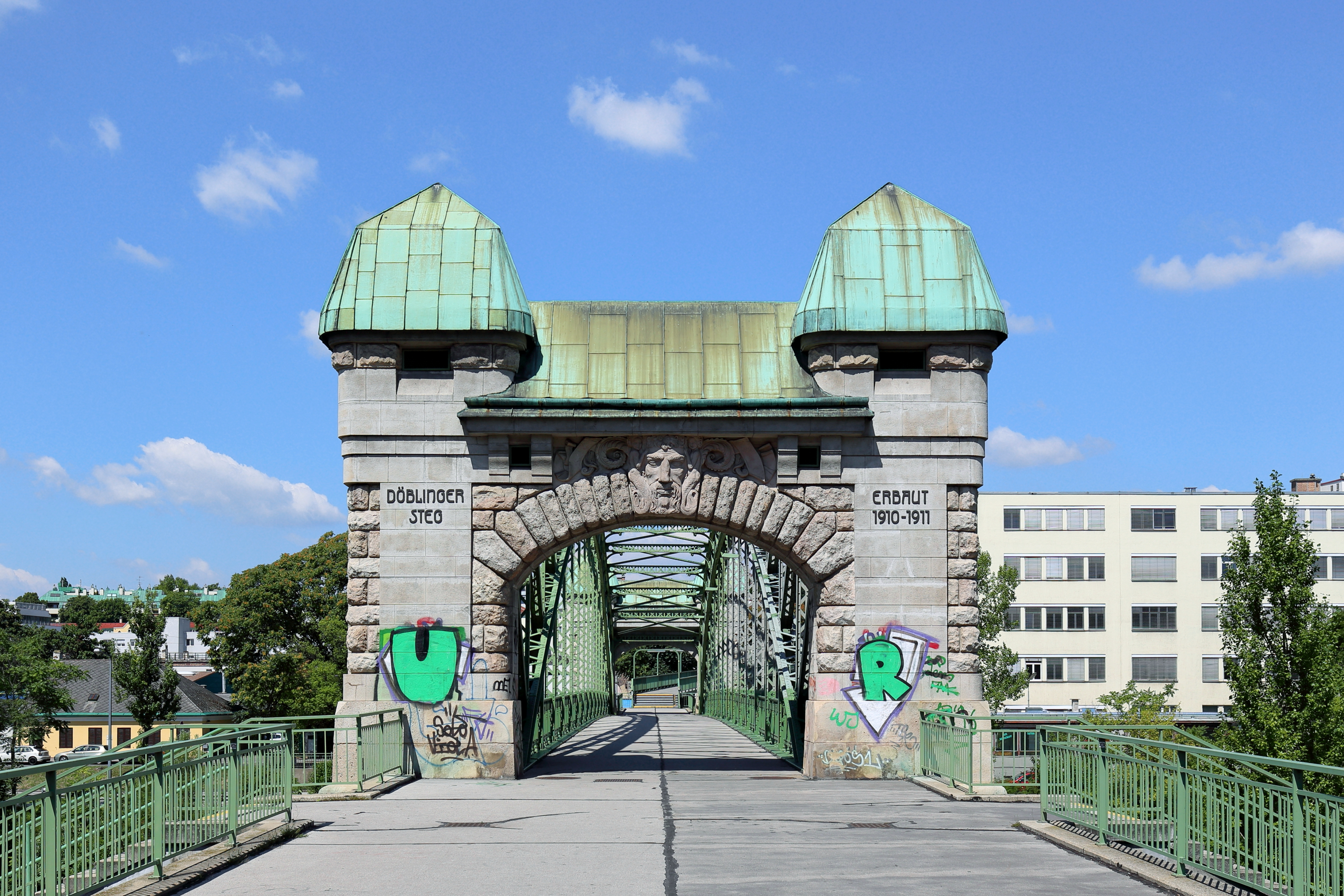
多瑙运河上的德布灵桥
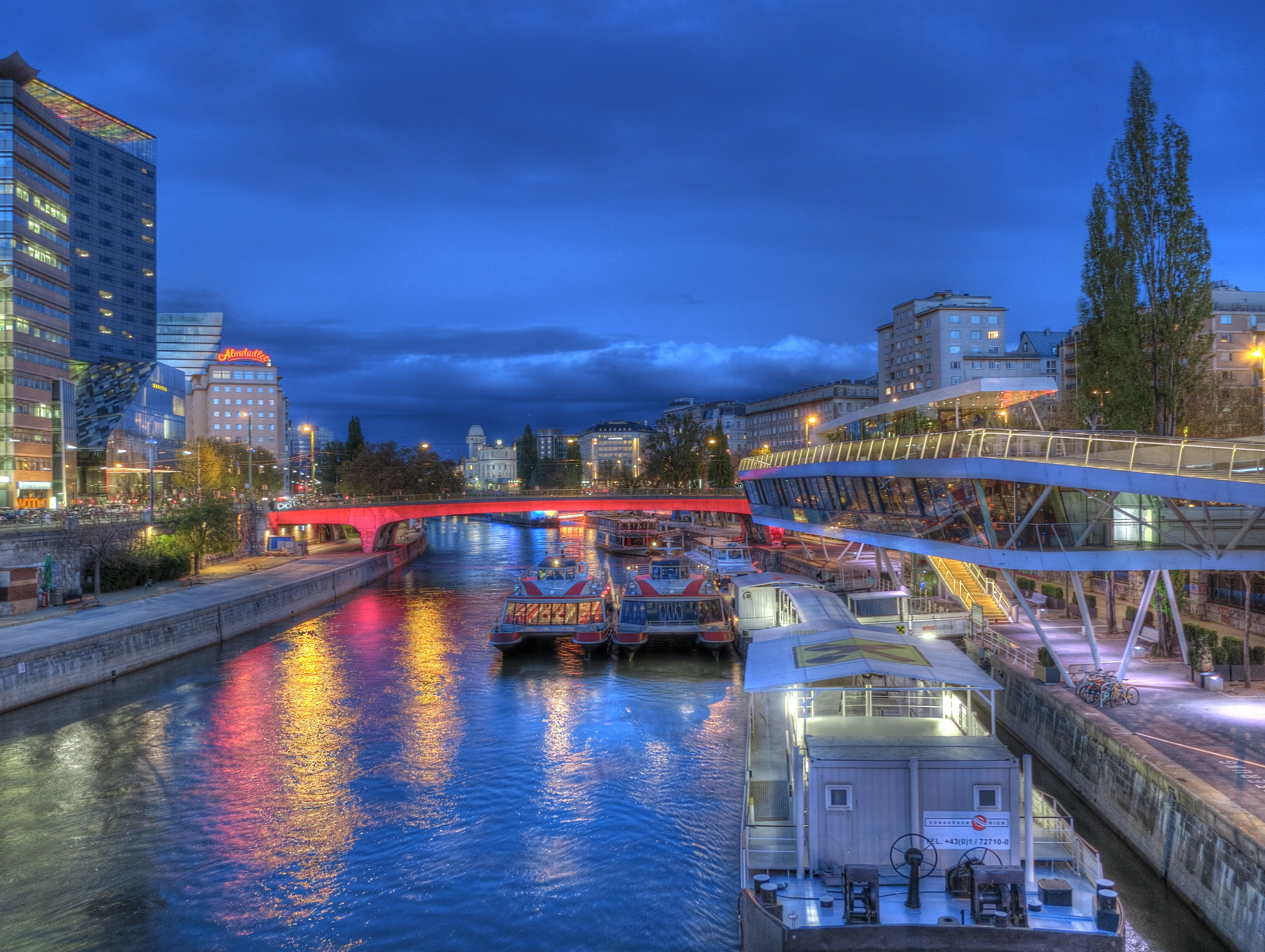
多瑙运河与瑞典桥（德语：Schwedenbrücke）
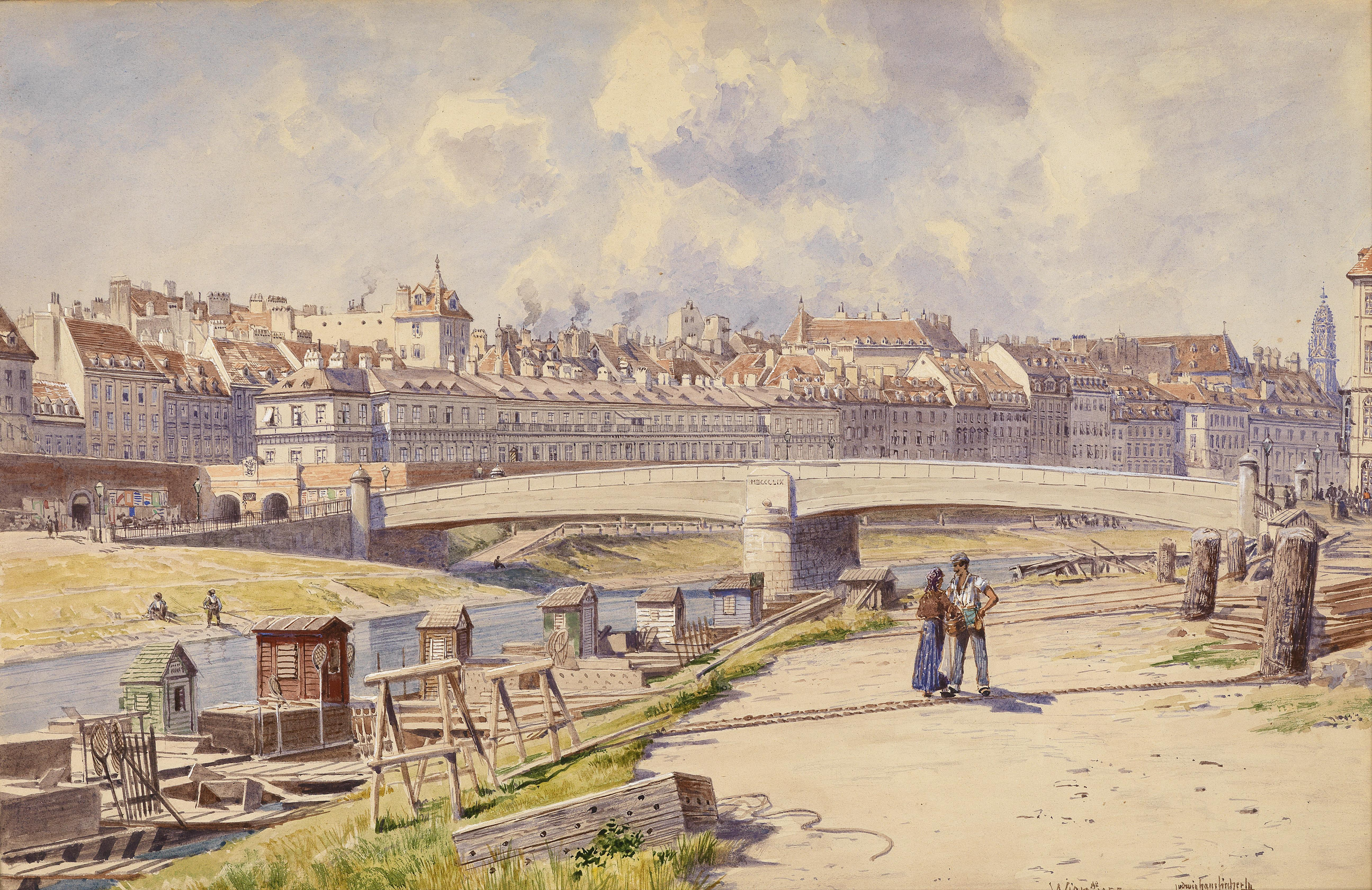
1855年的多瑙运河